# Бхаттараи, Бабурам
Бабурам Бхаттараи (непальск. बाबुराम भट्टराई, Baburam Bhattarai; род. 26 мая 1954) — непальский революционер и марксистский теоретик. Бывший видный деятель и идеолог непальских маоистов, член политбюро, заведующий отделом международных отношений и заместитель председателя Объединённой коммунистической партии Непала (маоистской). В 2016—2019 годах возглавлял собственную Партию новых сил (Найя Шакти парти), провозглашающую демократический социализм; ныне руководит федеральным советом Народно-социалистической партии.

## Биография

### Ранние годы и образование
Родился в не очень зажиточной, но принадлежащей к варне брахманов, крестьянской семье. У него двое сестёр и младший брат.
Учился в Научном колледже имени Амрита. Набрал высший балл среди всех выпускников непальских школ 1970 года, затем благодаря плану Коломбо получил возможность продолжил учёбу в Индии. Изучал архитектуру в Чандигархе и Школе планирования и архитектуры в Дели, был в числе лучших студентов Университета имени Джавахарлала Неру в Дели. 
Был избран первым президентом Всеиндийского союза непальских студентов. Степень доктора философии получил в 1986 году в Нью-Дели за диссертацию «Природа недоразвитости и региональной структуры Непала — Марксистский анализ», изданную книгой в 2003 году.

### Путь в маоистское руководство
Поочерёдно состоял в ведущих маоистских компартиях Непала — Коммунистической партии Непала (Четвёртого съезда), Коммунистической партии Непала (Масал), Коммунистической партии Непала (Центр единства), Коммунистической партии Непала (маоистской) / Объединённой коммунистической партии Непала (маоистской) / Коммунистической партии Непала (маоистский центр).
Председатель Рабочего комитета Объединённого национального народного движения и Объединённого народного фронта — легального альянса подпольных маоистов, на тот момент Коммунистической партии Непала (Центр единства), с рядом других левых сил, ставшего в 1991 году третьей ведущей парламентской силой страны. Утверждал, что революционные изменения «не могут произойти, если играть в соответствии с «демократическими правилами», установленными классами, которые марксисты стремятся вытеснить».
4 февраля 1996 года передал премьер-министру от Непальского конгресса Шер Бахадуру Деубе список из 40 требований социальных и политических реформ, в ответ на отказ удовлетворить которые маоисты объявили «народную войну». Во время начавшейся в стране гражданской войны 1996—2006 годов — один из маоистских командиров; после авторитарного поворота короля Гьянендры возглавил Объединённый народно-революционный совет, координировавший партизанские действия против правительственных сил.

### В эшелонах власти

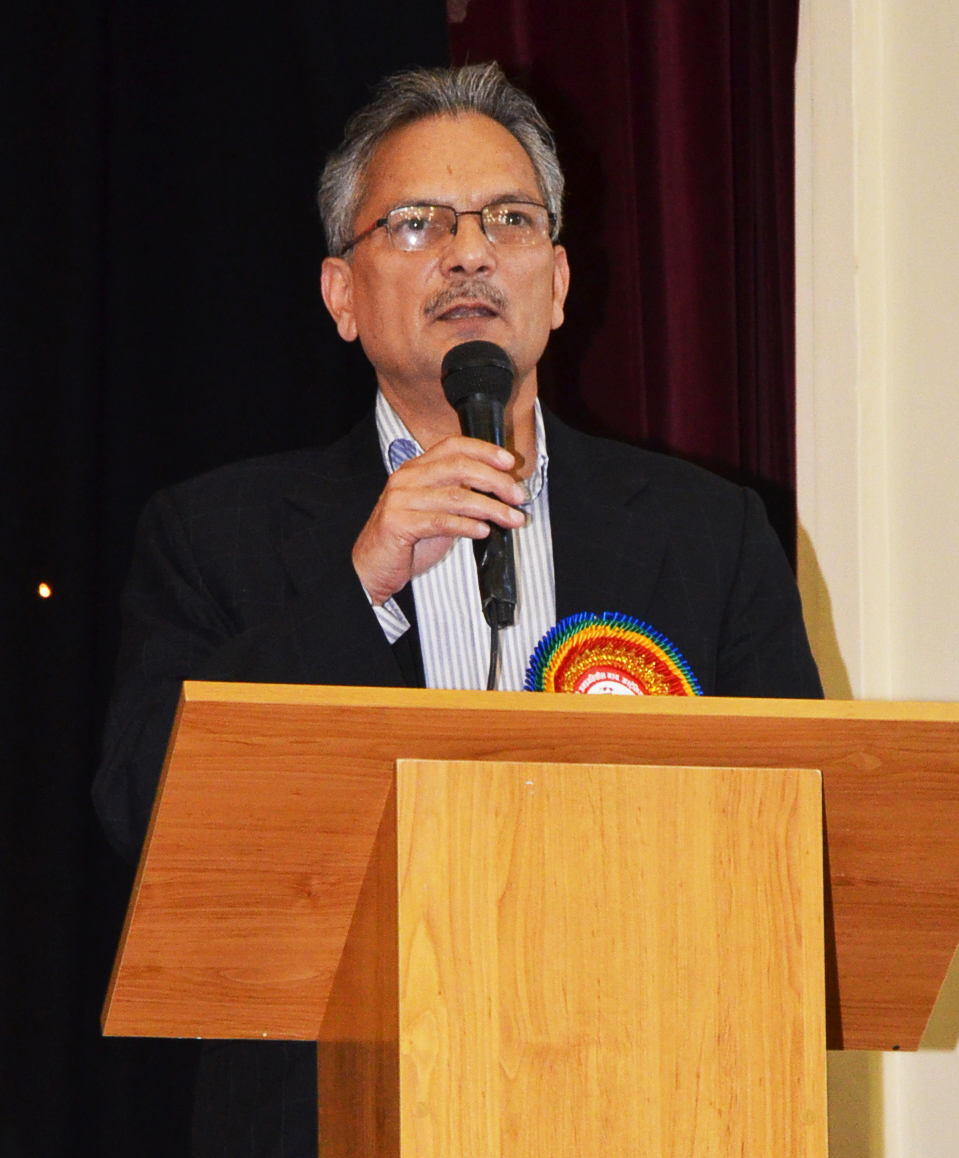
Бабурам Бхаттараи выступает в Сиднее в 2013 году

После окончания гражданской войны и свержения монархии в 2008 году избран в Учредительное собрание как маоистский кандидат от Горкхи. С 16 августа 2008 года — министр финансов в правительстве Прачанды. 
С 29 августа 2011 по 14 марта 2013 года — премьер-министр Непала. Был избран после отставки предыдущего премьера от Коммунистической партии Непала (объединённой марксистско-ленинской) Джала Натх Кханала 340 из 601 голосов в Учредительном собрании Непала. Во время своего премьерства добился соглашения о разоружении партизан и включении их в состав непальской армии. Данное соглашение поставило точку в гражданской войне. 
Поскольку в отведённый срок Учредительное собрание не представило проекта новой Конституции, был вынужден назначить выборы нового Учредительного собрания на 22 ноября 2012 года. В качестве компромисса в политическом кризисе после роспуска первого Учредительного собрания был заменён на главу Верховного суда Хила Раджа Регми.
Хотя он был вторым человеком в маоистской компартии, но уже в 2004—2005 годах проявились его разногласия с председателем Прачандой. Поскольку во время очередного кризиса Бабурам поддержал политические требования этнического меньшинства мадхеси, ему пришлось порвать с ОКПН(М). Выйдя из партии 26 сентября 2015 года, в 2016 году он учредил новую социалистическую Партию новых сил (Найя Шакти).
Муж Хисилы Ями и отец Мануши Бхаттараи Ями.

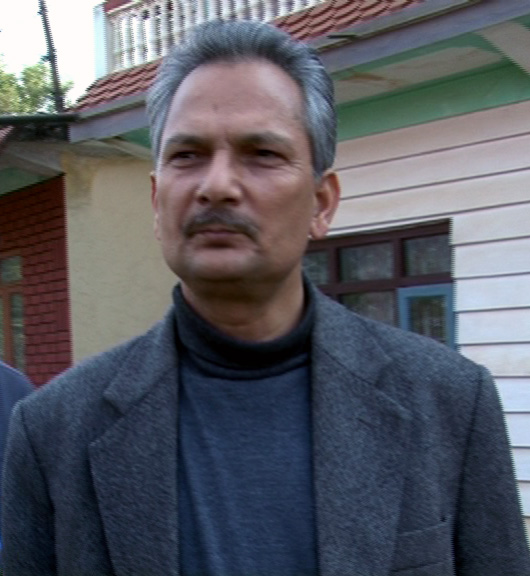
Бхаттараи в 2011 году